# Aerosmith (album)
Aerosmith er det selvtitlede debutalbum fra amerikanske Aerosmith. Det blev udsendt i januar 1973. Mest kendte single er "Dream On". Albummet nåede en plads som nummer #21 på Billboard 200. Steven Tyler troede så meget på nummeret "Mama Kin", at han fik det tatoveret på venstre overarm. Nummeret er stadig en fast del af bandets live repertoire. Nummeret "Movin Out" var det første nummer Steven Tyler og Joe Perry skrev sammen. 

## Trackliste
- 1. "Make It"
- 2. "Somebody"
- 3. "Dream On"
- 4. "One Way Street"
- 5. "Mama kin"
- 6. "Write Me a Letter"
- 7. "Movin' Out"
- 8. "Walkin' The Dog"